# J.E.C.P. de Maureillau
Luitenant-generaal J.E.C.P. Baron de Maureillau (1772-1829) was een Frans officier. Hij werd op 17 februari 1820 door Koning Willem I tot Commandeur in de Militaire Willems-Orde benoemd.
Om de vijfde verjaardag van de Militaire Willems-Orde luister bij te zetten liet de koning decoraties uitreiken aan de Franse officieren die deel uitmaakten van de commissie die de Frans-Nederlandse grens afbakende. Ook drie ondergeschikten van Maureillau kregen een Willemsorde. Zijn secretaris, de heer Perrey kreeg het ridderkruis van de Orde van de Nederlandse Leeuw.